# المؤتمر الوطني للشباب (مصر)
المؤتمر الوطني للشباب هو ملتقى دوري للحوار المباشر بين الشباب المصري وممثلين عن الحكومة المصرية ومؤسساتها المختلفة تحت رعاية الرئيس عبد الفتاح السيسي.

## خلفية المؤتمر
تحت شعار «ابدع.. انطلق»، أطلق السيد رئيس الجمهورية عبد الفتاح السيسي المؤتمرات الوطنية للشباب لتكون منصة للحوار المباشر بين الدولة المصرية بمختلف مؤسساتها، والشباب المصري الواعد الذي يطمح لتحقيق مستقبل أفضل لدولته.

## المؤتمرات المنعقدة

### المؤتمر الأول (شرم الشيخ)
انعقدت فعاليات المؤتمر في مدينة شرم الشيخ في أكتوبر- نوفمبر 2016.

#### التوصيات
- تشكيل لجنة وطنية من الشباب، وبإشراف مباشر من رئاسة الجمهورية، تقوم بإجراء فحص شامل ومراجعة لموقف الشباب المحبوسين على ذمة قضايا، ولم تصدر بحقهم أية أحكام قضائية.
- قيام رئاسة الجمهورية، بالتنسيق مع مجلس الوزراء ومجموعة من الرموز الشبابية، بإعداد تصور سياسي لتدشين مركز وطني لتدريب وتأهيل الكوادر الشبابية.
- قيام رئاسة الجمهورية بالتنسيق مع جميع أجهزة الدولة نحو عقد مؤتمر شهرى للشباب يحضره عدد مناسب من ممثلي الشباب من كافة الأطياف والاتجاهات يتم خلاله عرض ومراجعة موقف جميع التوصيات والقرارات الصادرة عن المؤتمر الوطني الأول للشباب.
- قيام الحكومة بالتنسيق مع الجهات المعنية بالدولة بدراسة مقترحات ومشروعات تعديل قانون التظاهر.
- قيام الحكومة بالإعداد لتنظيم عقد حوار مجتمعي شامل لتطوير وإصلاح التعليم خلال شهر على الأكثر يحضره جميع المتخصصين والخبراء بهدف وضع ورقة عمل وطنية لإصلاح التعليم خارج المسارات التقليدية.
- دعوة شباب الأحزاب والقوى السياسية لإعداد برامج وسياسات تسهم في نشر ثقافة العمل التطوعي من خلال كافة الوسائل والأدوات السياسية.
- تكليف الحكومة بالتنسيق مع مجلس النواب للإسراع بالانتهاء من إصدار التشريعات المنظمة للإعلام والانتهاء من تشكيل الهيئات والمجالس المنظمة للعمل الصحفي والإعلامي.
- قيام الحكومة بالتعاون مع الأزهر الشريف والكنيسة المصرية وجميع الجهات المعنية بالدولة بتنظيم عقد حوار مجتمعي موسع لترسيخ القيم والمبادئ والأخلاق ووضع أسس سليمة لتصويب الخطاب الديني.[3]

### المؤتمر الدوري الأول (القاهرة)
انعقدت فعاليات المؤتمر في فندق الماسة مدينة نصر بالقاهرة في ديسمبر 2016.

#### التوصيات
- دراسة بوضع قانون التظاهر الذي تمت الموافقة عليه في شهر أبريل الماضي.
- كلف السيد الرئيس عبد الفتاح السيسي الحكومة بتقديم طلب إلى مجلس النواب بإعادة مناقشة قانون الجمعيات الأهلية بما يتناسب مع طبيعة عملها.
- استمرار عمل اللجان المشكلة لبحث حالات الشباب المحبوسين.
- دعم مبادرات العمل التطوعي والحوار المجتمعي لبحث قضايا التعليم والخطاب الديني.[5]

### المؤتمر الدوري الثاني (أسوان)
انعقدت فعاليات المؤتمر في مدينة أسوان في يناير 2017.

#### التوصيات
- إنشاء الهيئة العليا لتنمية جنوب مصر.
- إنهاء كافة المشروعات التنموية بمنطقة نصر النوبة ووادى كركر، وتخصيص مبلغ 320 مليون جنيه للانتهاء من تلك المشروعات قبل نهاية يونيو 2018.
- إطلاق مشروع قومي لإنشاء مناطق صناعية متكاملة للصناعات الصغيرة ومتناهية الصغر، وتبدأ المرحلة الأولى منه بإنشاء 200 مصنع صغير بكل محافظة من محافظات الصعيد خلال ستة شهور.
- استمرار العمل في توسيع نطاق إجراءات الحماية الاجتماعية من خلال تطوير برنامج تكافل وكرامة، ليتضمن برامج تشغيل لأبناء الأسر التي يشملها البرنامج من خلال إطلاق مشروعات كثيفة العمالة.
- زيادة الجهود الموجهة لتحسين مستوى جودة الحياة بالصعيد من خلال العمل على استمرار تكثيف الجهود في مجالات الصحة والتعليم والنقل والإسكان.
- الإسراع في تنفيذ مشروع المثلث الذهبى قنا - سفاجا - القصير على خمسة مراحل متتالية، والذي يهدف إلى إنشاء مناطق للصناعات التعدينية ومناطق سياحية عالمية، بحيث يصبح هذا المثلث منطقة عالمية جاذبة للاستثمار.
- تحويل أسوان إلى عاصمة للاقتصاد والثقافة الأفريقية والاحتفال بمرور 200 عام على اكتشاف معبد أبو سمبل للترويج السياحى لمصر وإقامة احتفالية كبرى لهذه الذكرى.
- استبعاد منطقة «خور قندي» والمقدرة بمساحة تبلغ 12 ألف فدان والمطروحة بشركة الريف المصرى، مع وضع تصور متكامل بشأن هذه المنطقة خلال فترة لا تتعدى ثلاثة أشهر.
- مراجعة موقف من لم يتم تعويضه في الفترات السابقة لإنشاء السد العالى وما تلاها من خلال لجنة وطنية تشكل من الجهات المعنية على أن تنهى اللجنة أعمالها خلال ستة أشهر على الأكثر.[8]

### المؤتمر الدوري الثالث (الإسماعيلية)
انعقدت فعاليات المؤتمر في مدينة الإسماعيلية في أبريل 2017.

#### التوصيات
- إعلان 2018 عاماً لذوى الاحتياجات الخاصة.
- إعلان تشكيل مجموعات رقابة داخلية بأجهزة ومؤسسات الدولة من الشباب.
- إطلاق مبادرة لتجميل الميادين وتقنين أوضاع المشروعات الشبابية المتنقلة التي تواجه صعوبة في استخراج التراخيص.
- إعلان تشكيل مجموعة للتحفيز والمتابعة من شباب هيئة الرقابة الإدارية، ومجموعة مقابلة لها من البرنامج الرئاسي لتأهيل الشباب للقيادة لمتابعة التوصيات والخطط لعرض نتائج مؤتمرات الشباب الدورية.
- دراسة تطوير المجلس الأعلى للاستثمار وتحويله إلى المجلس الأعلى للاستثمار والتصدير، بالإضافة لتفعيل دور المجلس الأعلى للمدفوعات لدمج الاقتصاد غير الرسمي، وميكنة الجمارك والضرائب للحد من التسرب المالي.
- البدء في إجراءات إنشاء المجلس الأعلى لقواعد البيانات برئاسة رئيس الجمهورية.[11]

### المؤتمر الدوري الرابع (الإسكندرية)
انعقدت فعاليات المؤتمر في مدينة الإسكندرية في يوليو 2017.

#### التوصيات
- دعم الدولة الكامل لمنتدى شباب العالم.
- دعوة رؤساء وزعماء الدول الصديقة والشقيقة لحضور المنتدى، ومشاركة الشباب الواعد في تكامل الحضارات والنقاش الجاد لصياغة رسالة سلام ومحبة للعالم، بجانب تكليف الحكومة مستعينة بنخبة من الشباب لتنفيذ ومتابعة إستراتيجية 2030، وتقييمها بشكل دوري.
- تكثيف جهود الحكومة لتطوير محافظة الإسكندرية، من خلال زيادة الحيز العمراني، واتخاذ كافة الإجراءات التنفيذية لتوسيع المحاور المرورية، بجانب البدء في تطوير مدينة رشيد الأثرية على أن ينتهي العمل بها بحد أقصى 3 سنوات، والانتهاء من مشروعات المناطق الصناعية بالبحيرة، وطرحها للاستثمار بالتنسيق مع هيئة التنمية الصناعية.
- البدء الفوري في طرح مناطق استثمارية في محافظة كفر الشيخ قبل نهاية العام، ما يتيح 250 فرصة عمل.
- نظر الحكومة في جميع الشكاوى والمطالب التي جمعها الشاب ياسين الزغبي، وإفادته بالموقف والإجراءات التي ستتُخذ.
- إعداد كيان ثقافي في العاصمة الإدارية الجديدة.
- إنشاء بورصة زراعية في وادي النطرون بالبحيرة خلال عام.[13]

### المؤتمر الدوري الخامس (فندق الماسة - القاهرة)
انعقدت فعاليات المؤتمر في فندق الماسة بمحافظة القاهرة في مايو 2018.

#### التوصيات
إصدار الرئيس لعفو رئاسي عن 332 محبوسا من الشباب قبيل انطلاق المؤتمر بأيام قليلة نظرا لتزامنه مع شهر رمضان المبارك.

### المؤتمر الدوري السادس (جامعة القاهرة - الجيزة)
انعقدت فعاليات المؤتمر في جامعة القاهرة في يوليو 2018.

#### التوصيات
- إعلان عام 2019 عامًا للتعليم.
- إطلاق المشروع القومي لتطوير نظام التعليم الجديد.
- تخصيص 20 % من المنح الدراسية داخل وخارج مصر لكوادر التربية والتعليم لمدة 10 سنوات.
- إنشاء مركز وتدريب المعلمين للتعليم الفني طبقًا للمعايير الدولية.
- إنشاء هيئة اعتماد جودة برامج التعليم وفقا للمعايير الدولية.
- تكليف مجلس الوزراء بربط خطط الجامعات باحتياج الدولة.
- تكليف مجلس الوزراء بإعداد خطة لعودة الأنشطة الرياضية والثقافية.
- التنسيق بين الوزارات المهنية تحت إشراف رئيس الوزراء لإتاحة الفرصة لطلاب المدارس لممارسة الرياضة والأنشطة الثقافية والفنية بمراكز الشباب وقصور الثقافة.
- إنشاء حضانات للإبداع والابتكار تحت رعاية المجلس الأعلى للجامعات لتوفير الدعم للشباب المبدعين في كل المجالات.
- تكليف مجلس الوزراء مع وزارة الدفاع بتبني مشروع الهوية لكل محافظة، وتتم دراسته، وتقديمه خلال 3 أشهر.[17]

### المؤتمر السابع (فندق الماسة - العاصمة الإدارية)
انعقدت فعاليات المؤتمر في فندق الماسة بالعاصمة الإدارية في يوليو 2019.

#### التوصيات
- تكليف شباب نموذج المحاكاة للبدء في تنفيذ إستراتيجية التسويق الحكومي فورا.
- تكليف مجلس الوزراء بسرعة الانتهاء من وضع تصور قانوني للمحليات ومجلس الشيوخ وتقديمها للبرلمان.
- تكليف رئاسة الوزراء ببحث التوصيات الصادرة عن المؤتمر الوطني السابع للشباب.
- تحويل المؤتمر الوطني للشباب ونموذج المحاكاة إلى حالة حوارية لتكون على اتصال دائم بالحكومة والدولة للنقاش.
- تشكيل مجموعات عمل معاونة لأجهزة الدولة.
- إطلاق المشروع القومي للقرى الأكثر احتياجا.
- تحويل نموذج محاكاة الدولة الي حالة حوار تكون على اتصال دائم مع الحكومة.
- تكليف الحكومة بتبني العمل على مشروع راس التين.
- تكليف الحكومة بالتعاون مع الأكاديمية الوطنية للتدريب، باقامة مقر لها بالعاصمة الادارية الجديدة على ان يشمل مركز التدريب العربي الأفريقي.
- تكليف مجلس الوزراء باطلاق المشروع القومي للتحول الرقمي وتنفيذ منظومة الحوكمة على أن يبدأ بمدينة بورسعيد.[19]

## أُنظر أيضاً
- قائمة المؤتمرات في شرم الشيخ
- اقتصاد مصر